# 柊あおい
柊 あおい（ひいらぎ あおい、1962年11月22日 - ）は、日本の漫画家。

## 人物
埼玉県上福岡市（現・ふじみ野市）生まれの栃木県下都賀郡壬生町出身。栃木県立栃木女子高等学校、青山学院女子短期大学卒業。現在は北海道函館市在住。3児の母。血液型はAB型。
デビュー前
高校在学中よりTVアニメーションの同人誌作成に携わり、当時のアニメブームの勢いもあり、地方イベントの主催も行った。同人誌時代のペンネーム「白砂葵」は、彼女が特に好きだったという『超電磁ロボ コン・バトラーV』の主人公「葵豹馬」に由来する。
OLとして働きながら『りぼん』読者コーナー「みーやんのとんでもケチャップ」のカット描きを続け（カット描きの後任はさくらももことなった）、1984年『コバルト・ブルーのひとしずく』（『りぼんオリジナル』1984年初夏の号）でデビュー。
デビュー後
代表作は『星の瞳のシルエット』『銀色のハーモニー』など。デビュー後は暫く集英社の少女漫画月刊誌『りぼん』で活躍した。
初連載作『星の瞳のシルエット』が大ヒットするも、連載作二本目となる『耳をすませば』は設定が少女漫画の割に地味で発表当時は人気が出ず、当初長期連載を想定していたが連載4回目で終了した。しかし掲載された雑誌を見た宮崎駿が『耳をすませば』を気に入り、1995年に絵コンテ宮崎駿、監督近藤喜文で映画化された。当時柊はジブリ本社の近くに住んでいたため関係は家族ぐるみとなり、後に『猫の恩返し』の原作である『バロン 猫の男爵』の制作を依頼される。本作は2002年監督森田宏幸でスタジオジブリによってアニメ映画化された。
2004年には、壬生町立歴史民俗資料館にて原画展「柊あおい〜耳をすませば展」が催された。
スタジオジブリは原作のある作品を題材にする時と、監督自身が作品を原作する時とがあるが、映画化することを前提に原作作品を外注した事例は『猫の恩返し』以外には無い。柊は映画化を前提に原作を外注された唯一の作品原作者でもある。なお、映画『猫の恩返し』の劇中でムタがバロンにハルと何処で逢ったのか訊かれた時に「十字街さ」と答えるシーンがある。『猫の恩返し』は神奈川県横浜市が舞台となっているが、柊が住む北海道函館市には「十字街」と呼ばれる場所が在る。

## 作品リスト

### 連載作品とその派生作品
- 星の瞳のシルエット（りぼん、1985年 - 1989年）
- 星の瞳のシルエット 番外編
  - お稲荷さん大パニック（りぼん、1988年）
  - ENGAGE（りぼんオリジナル、1991年）
  - ENGAGE II（りぼんティーンズ増刊号、1996年）
  - ENGAGE0（りぼん、2015年）
  - ENGAGEⅢ（冬の大増刊号りぼんスペシャル、2016年）
  - ENGAGEⅣ（描きおろし、2017年）
  - ENGAGEⅤ（描きおろし、2017年）
  - ENGAGEⅥ（描きおろし、2017年）
  - 星の瞳のシルエット青春フィナーレ（ENGAGE0及びⅢ〜Ⅵまでを収録した単行本、2017年6月23日発売）
- 耳をすませば（りぼん、1989年）
- 耳をすませば 幸せな時間（りぼんオリジナル、1995年）
- 銀色のハーモニー（りぼん、1990年 - 1992年）
- STEP -ステップ-（りぼん、1993年）
- ペパーミント・グラフィティ（りぼんオリジナル、1994年）
- 「おかあさん」の時間 （学習研究社 はなまるきっず はじめて付録育児情報誌 HUG、1999年 - 2002年）
- ユメノ街 猫の男爵（マーガレット、2002年）
- 桜坂ノスタルジア（ピチレモン、2014年 - 2015年）
- 星屑セレナーデ 星の瞳のシルエット another story（コアミックス コミックタタン、2018年 - ）

### 読切作品

#### 1980年代
1984年
- コバルトブルーのひとしずく（りぼんオリジナル）
- 魔法のとけたプリンセス（りぼん）

1985年
- 夢の香りのティータイム（りぼん）
- 乙女ごころ・夢ごころ（りぼん）
- 春風のメロディ（りぼんオリジナル）

1986年
- 夏からこぼれた葉書（りぼんオリジナル）

#### 1990年代
1990年
- 夢からさめても（りぼんオリジナル）
- 少女憧憬（りぼん）

1992年
- サイレントベル（りぼん）

1994年
- SPRING!（りぼん）

1995年
- 桔梗の咲く頃（りぼん春のびっくり大増刊号）
- 雪の桜の木の下で…（ぶ〜け）

1996年
- はじめまして（マーガレット）
- 木陰にて…（ぶ〜けDX）

1997年
- 桜（ぶ〜けDX）
- 季節の栞（マーガレット）
- SMILE!（ザ・マーガレット）
- 雲のごとく輝き（office YOU）

1998年
- キャンパス スケッチ（ぶ〜けDX）
- SMILE! II（ザ・マーガレット）
- 桜日和（ぶ〜けDX）
- 夢のつづきを見よう（office YOU）
- SMILE! III（ザ・マーガレット）

1999年
- HAPPY DAYS 〜おめでたい日々〜（ぶ〜けDX）

#### 2000年代
2000年
- SMILE! IV（ザ・マーガレット）
- この街で君に（ザ・マーガレット）

2001年
- この街であなたに（ザ・マーガレット）

2002年
- この街で一緒に（ザ・マーガレット）

2003年
- 女子校のオキテ（竹書房まんがライフ）

2004年
- ないものねだり（ザ・マーガレット）

2005年
- ないものねだりpartII（ザ・マーガレット）

2006年
- ないものねだりpartIII（ザ・マーガレット）

2007年
- 天使のためいき（YOU）
- ねこもーそー～キミとボク～（竹書房ねこじかん）

2008年
- 光降る朝（office YOU）
- ねこもーそー～どんぐりとやまねこ～（竹書房ねこじかん～お昼寝中～）

2009年
- 夢幻時間（YOU 6号）
- ねこもーそー～あいちゃんとビックリにゃん～（竹書房ねこパラ＋（ぷらす））
- 夢幻時間－川岸の約束－（YOU 17号）
- ねこもーそー～しずかと謎の猫街～（竹書房ねこパラ）

#### 2010年代
2010年
- ねこもーそー～ツネコと踊る猫会議～（竹書房もふもふ）
- たびねこ（竹書房もふもふ）

### 描き下ろし
- バロン 猫の男爵（2002年）

### 絵本
- 空の駅（2002年）ロングテイルオブバロン バロンの手帖と2冊セット

### ピンナップ
- （タイトル無し？）（クリムゾン、1998年）

## アシスタント
- 長谷川潤